# Kepler-444
Kepler-444 (KOI-3158) é uma estrela na constelação de Lyra. Tem uma magnitude aparente visual de 8,86, sendo invisível a olho nu, e está a uma distância de aproximadamente 119 anos-luz (36,5 parsecs) da Terra, medida por paralaxe pela sonda Gaia.
Este é um sistema estelar triplo formado por uma anã laranja primária orbitada por um par de anãs vermelhas próximas. Um membro do disco espesso da Via Láctea, o sistema é bastante velho, com uma idade estimada de 11 bilhões de anos (mais de 80% da idade do universo), e tem uma baixa metalicidade. Em 2015, foi anunciada a descoberta pela sonda Kepler de um sistema planetário de cinco planetas ao redor da estrela primária, todos planetas rochosos menores que a Terra em órbitas curtas de menos de 10 dias.

## Sistema estelar
Kepler-444 é um sistema estelar triplo em configuração hierárquica, formado por uma anã laranja primária, Kepler-444 A (a estrela com o sistema planetário), e um par próximo de anãs vermelhas mais afastadas, Kepler-444 B e C, que orbitam a estrela primária. A distância ao sistema é conhecida com precisão a partir da observação de paralaxe, a mudança na posição das estrelas ao longo da órbita da Terra. O segundo lançamento dos dados da sonda Gaia indica uma paralaxe de 27,4137 ± 0,0295 milissegundos de arco, correspondendo a uma distância de 36,48 parsecs, com uma margem de erro de apenas 0,04 parsecs.

### Kepler-444 A
A estrela primária do sistema, Kepler-444 A, é uma estrela de classe K da sequência principal (anã laranja) classificada com um tipo espectral de K0V, o que indica que é menor e mais fria que o Sol. As observações fotométricas de alta cadência pela sonda Kepler permitiram a determinação precisa de suas propriedades por modelos de asterosismologia, resultando em uma massa equivalente a 76% da massa solar, um raio de 75% do raio solar, e uma idade de aproximadamente 11 bilhões de anos. A luminosidade da estrela foi determinada a partir de sua magnitude aparente e distância, sendo igual a cerca de 37% da luminosidade solar, enquanto sua temperatura efetiva, estimada espectroscopicamente, é de 5 050 K.
Esta estrela tem uma baixa metalicidade, a abundância de elementos mais pesados que hélio, com uma abundância de ferro igual a aproximadamente 30% da solar. Apesar de existir uma correlação bem conhecida entre a ocorrência de planetas gigantes e a metalicidade de suas estrelas, essa correlação fica muito mais fraca para planetas do tamanho de Netuno, e é inexistente para planetas rochosos como os de Kepler-444 A. Estudos de abundância química mostraram que estrelas de baixa metalicidade com planetas tendem a possuir altas abundâncias relativas de elementos do processo alfa (elementos α), como oxigênio, magnésio, silício, cálcio e titânio. Kepler-444 A segue esse padrão, possuindo um valor [α/Fe] de 0,23. A explicação para esse enriquecimento é que os elementos α são constituintes importantes dos planetas rochosos.

### Kepler-444 B e C
Kepler-444 B e C são um par de anãs vermelhas separadas uma da outra por uma distância de menos de 0,3 UA. Elas estão muito próximas entre si para serem detectadas separadamente por observações visuais, mas seu espectro conjunto mostra claramente a presença de dois componentes (binária espectroscópica de linha dupla). As velocidades radiais das duas estrelas foram determinadas separadamente, permitindo o cálculo de uma razão de massas de 0,86, a qual, a partir da luminosidade das estrelas, corresponde a massas de 29 e 25% da massa solar para Kepler-444 B e C, respectivamente, com incertezas de cerca de 10%. Além da massa, pouco se sabe sobre essas duas estrelas. A análise de seu espectro composto permitiu estimar temperatura efetiva e gravidade superficial próximas de 3 500 K e 105 cm/s2 para cada estrela.
A separação angular atual da estrela primária A até o par BC é de aproximadamente 1,84 segundos de arco, o que corresponde a uma separação física atual de cerca de 66 UA à distância do sistema. Observações astrométricas em diferentes épocas não detectaram variação significativa na posição do par BC em relação à estrela primária, enquanto medições espectroscópicas revelaram uma grande diferença de 1,7 km/s na velocidade radial dos dois componentes, mais uma aceleração de 7,8 m/s por ano na velocidade radial da primária, indicando grande movimento orbital na direção perpendicular ao plano do céu. Uma análise conjunta desses dados determinou que a órbita do par BC em torno de A é altamente excêntrica e está atualmente próxima do apoastro, com um período de 198 anos, semieixo maior de 36,7 UA e uma excentricidade de 0,86. A órbita tem uma inclinação de aproximadamente 90°, ou seja, é perpendicular ao plano do céu, sendo provavelmente coplanar à órbita do sistema planetário. Durante o periastro, o par BC se aproxima a uma distância mínima de 5 UA do componente A. Apesar da proximidade com os planetas em torno da estrela primária, simulações indicam que o sistema é estável, e que provavelmente se formou na configuração atual.
| Semieixo maior          | 36,7+0,7 −0,9 UA |
| Excentricidade          | 0,864 ± 0,023    |
| Inclinação              | 90,4+3,4 −3,6°   |
| Ângulo do nó ascendente | 73,1 ± 0,9°      |
| Argumento do periastro  | 342,8+3,2 −2,6°  |
| Período                 | 198+8 −9 anos    |
| Periastro               | 5,0+0,9 −1,0 UA  |

### Idade e situação galáctica
Kepler-444 é um sistema velho com uma idade de cerca de 11 bilhões de anos, tendo se formado quando o Universo tinha menos de 20% de sua idade atual (13,8 bilhões de anos). Essa idade avançada é confirmada por diversas linhas de evidência, como as propriedades da estrela primária, composição química, e a cinemática do sistema.
Uma idade de 11,2 ± 1,0 bilhões de anos foi estimada diretamente de modelos de asterosismologia, a partir de observações fotométricas precisas das frequência de pulsação da estrela primária pela sonda Kepler. Uma análise que usa propriedades observadas da estrela primária para estimar uma idade por modelos de evolução estelar (idade de isócronas) encontrou independentemente uma idade de 10 ± 1,5 bilhões de anos. Outro método de estimar idades é com a taxa de rotação estelar (girocronologia), já que a rotação de uma estrela tende a ficar mais lenta com o tempo. Kepler-444 A tem um lento período de rotação de 49 ± 6 dias, determinado por dados da sonda Kepler, um valor que corresponde a uma idade girocronológica de 10,9 ± 2,5 bilhões de anos.
A baixa metalicidade do sistema, junto com uma rápida velocidade espacial, representada pelo vetor (U, V, W) = (67, -114, -79) km/s, indicam que Kepler-444 pertence ao disco espesso da Via Láctea, que é composto por estrelas antigas, pobres em metais, e com alta dispersão de velocidades. O sistema já foi identificado como um membro da corrente estelar de Arcturus, um grupo de estrelas do disco espesso com movimento e origem comuns.

## Sistema planetário

### Descoberta
Esta estrela esteve no campo de visão da missão original da sonda espacial Kepler, que coletou a cada 30 minutos medições fotométricas precisas da estrela por praticamente todos os quatro anos de duração da missão nominal. A curva de luz obtida apresenta quedas de brilho de menos de 0,01% se repetindo com cinco períodos de menos de 10 dias, que correspondem aos sinais de trânsito de cinco planetas menores que a Terra em órbita. Explicações alternativas para a queda de brilho, como binárias eclipsantes de fundo, são consideradas extremamente improváveis. A sonda Kepler não tem resolução para diferenciar os dois componentes visuais do sistema, mas sabe-se que os planetas orbitam a estrela primária, Kepler-444 A, pois eles teriam órbitas instáveis se orbitassem uma das duas anãs vermelhas. Resultados preliminares do sistema planetário foram apresentados em 2013 no NASA Exoplanet Archive, com o nome KOI-3158, e em 2015 a descoberta do sistema foi validada e confirmada em um artigo publicado no Astrophysical Journal.

### Características
O sistema planetário é altamente compacto e está bem próximo da estrela, uma característica típica de outros sistemas descobertos pela sonda Kepler, como Kepler-11. Todos os planetas possuem órbitas com períodos de menos de 10 dias, e estão a distâncias de menos de 0,08 UA da estrela, ou aproximadamente um quinto do raio orbital de Mercúrio. Apesar da proximidade, simulações indicam que o sistema é estável a longo prazo. Os planetas estão próximos de ressonâncias orbitais 5:4, 4:3, 5:4 e 5:4 para cada par sequencial de planetas, mas com diferenças de até 2% na razão dos períodos em relação a ressonâncias exatas. Todos os planetas são interiores à zona habitável do sistema, que foi calculada a começar a 0,47 UA. Os cinco planetas são rochosos e têm um tamanho menor que o da Terra, com tamanhos aumentando em função da distância orbital. O menor e mais interno planeta, Kepler-444b, tem um tamanho comparável ao de Mercúrio, os três seguintes (Kepler-444c, Kepler-444d e Kepler-444e) são comparáveis a Marte e o mais externo (Kepler-444f) tem um tamanho entre o de Marte e Vênus.
A massa dos planetas é baixa demais para ser medida pelo método da velocidade radial, com uma semiamplitude prevista de cerca de 0,3 m/s. Um método alternativo sensível à massa dos planetas é o de variação do tempo de trânsito, que procura variações minúsculas no período orbital de um planeta que seria causada por interações gravitacionais com outro corpo. Esse método aplicado ao sistema Kepler-444 conseguiu detectar variações no período de Kepler-444d e Kepler-444e, que são os dois corpos mais próximos de uma ressonância orbital. Os valores de massa encontrados são 0,036+0,065
−0,020 e 0,034+0,059
−0,019 vezes a massa da Terra, correspondendo a densidades de 1,27+2,2
−0,71 e 1,08+1,9
−0,60 g/cm3 respectivamente. Apesar das altas incertezas, esses valores sugerem densidades baixas para os planetas, inconsistentes com a existência de um grande núcleo de ferro. Isso é consistente com a baixa metalicidade e composição química da estrela Kepler-444, que indicam uma fração de ferro máxima de 24% no núcleo dos planetas do sistema e uma densidade planetária inferior à de sistemas ricos em metais.
| Planeta | Massa                 | Raio                  | Semieixo maior (UA) | Período orbital (dias) | Excentricidade  | Inclinação        |
| ------- | --------------------- | --------------------- | ------------------- | ---------------------- | --------------- | ----------------- |
| b       | —                     | 0,403+0,016 −0,014 R⊕ | 0,04178             | 3,6001053              | 0,16+0,21 −0,10 | 88,0+1,2 −0,6°    |
| c       | —                     | 0,497+0,021 −0,017 R⊕ | 0,04881             | 4,5458841              | 0,31+0,12 −0,15 | 88,2+1,2 −1,0°    |
| d       | 0,036+0,065 −0,020 M⊕ | 0,530+0,022 −0,019 R⊕ | 0,0600              | 6,189392               | 0,18+0,16 −0,12 | 88,16+0,81 −0,55° |
| e       | 0,034+0,059 −0,019 M⊕ | 0,546+0,017 −0,015 R⊕ | 0,0696              | 7,743493               | 0,10+0,20 −0,07 | 89,13+0,54 −0,52° |
| f       | —                     | 0,741+0,041 −0,040 R⊕ | 0,0811              | 9,740486               | 0,29+0,20 −0,19 | 87,96+0,36 −0,31° |

### Formação e evolução
A presença das estrelas companheiras Kepler-444 BC representa um desafio para a formação de planetas no sistema. Com uma distância de periastro de apenas 5 UA, o disco protoplanetário ao redor de Kepler-444 A teria se estendido até um raio orbital de 1-2 UA, limitando a quantidade de material sólido necessário para formar planetas. Para explicar a formação do sistema planetário observado, esse disco teria que ser anormalmente massivo, ou possuir uma alta eficiência de formação planetária. O cenário de um disco altamente massivo explica, além da formação dos planetas, a existência do sistema estelar triplo, já que um disco massivo é mais sujeito a instabilidades gravitacionais que levam a fragmentação.
Modelos de formação planetária sugerem que os planetas se formaram próximos de sua posição atual (in situ), e que migração por grandes distâncias é inviável. Apesar disso, a proximidade dos planetas a ressonâncias orbitais sugere que houve algum nível de evolução dinâmica após a formação do sistema. Um possível mecanismo para produzir a configuração atual do sistema é migração convergente, em que os planetas migram para dentro, diminuindo seus raios orbitais. O aumento monotônico no tamanho dos planetas em função da distância orbital constitui uma outra evidência para esse cenário, já que a migração planetária é dificultada para corpos mais massivos.
O sistema de Kepler-444, com uma idade de 11 bilhões de anos, mostra que planetas terrestres têm se formado na maior parte da história de 13,8 bilhões de anos do Universo. Estrelas do disco espesso e do halo como Kepler-444, com alta concentração de elementos do processo alfa, provavelmente foram as primeiras estrelas da Galáxia a formarem planetas. Os primeiros planetas formados provavelmente eram de tamanho terrestre, o tipo de planeta capaz de formar em baixa metalicidade, com planetas gigantes gasosos tendo se formado mais tarde conforme a abundância de metais foi aumentando.